# Tintarella di luna (canção)
"Tintarella di luna" é uma canção da cantora italiana Mina. Foi lançada como single originalmente em setembro de 1959 e como faixa-título do álbum Tintarella di luna em 1960.
No Brasil, foi gravada uma versão da canção com o título de "Banho de Lua" pela cantora Celly Campello, em janeiro de 1960, da qual obteve sucesso. Depois, esta mesma versão foi regravada por outros artistas. Os Mutantes fizeram um cover da versão em português no álbum Mutantes, de 1969; igualmente a Jackeline Petkovic, no seu álbum Na Onda da Jacky de 2002.